# Samsung Galaxy Tab Pro 12.2
Samsung Galaxy Tab Pro 12.2 là máy tính bảng 12,2-inch chạy hệ điều hành Android sản xuất và phân phối bởi Samsung Electronics. Nó thuộc về dòng thế hệ mới của Samsung Galaxy Tab series và máy tính bảng Pro, nó còn bao gồm phiên bản 8,4-inch, Samsung Galaxy Tab Pro 8.4, phiên bản 10,1-inch, Samsung Galaxy Tab Pro 10.1, và phiên bản khác là 12,2 inch, Samsung Galaxy Note Pro 12.2. Nó được công bố vào 6 tháng 1 năm 2014. 
Nó được bán ra vào 9 tháng 3 năm 2014 với mức giá từ $649 ở thị trường Mỹ.

## Lịch sử
Galaxy Tab Pro 12.2 được công bố vào 6 tháng 1 năm 2014. Nó được ra mắt cùng với Galaxy Note Pro 12.2, Tab Pro 10.1, và Tab Pro 8.4 tại 2014 Consumer Electronics Show ở Las Vegas. Mẫu đầu tiên được phát hành với bản WiFi vào ngày 9 tháng 3 tại Mỹ, với bản 3G và 4G theo sau đó.

## Tính năng
Galaxy Tab Pro 12.2 phát hành cùng với Android 4.4 KitKat. Samsung tùy biến giao diện với TouchWiz UX. Cùng với Google apps, các ứng dụng của Samsung như ChatON, S Suggest, S Voice, Smart Remote và All Share Play.
Galaxy Tab Pro 12.2 có sẵn bản Wi-Fi, và biến thể 4G/LTE & Wi-Fi. Dung lượng lưu trữ từ 32 GB đến 64 GB tùy thuộc vào mẫu, với khe thẻ nhớ mở rộng microSDXC. Nó có màn hình 12.2-inch WQXGA TFT với độ phân giải 2.560x1.600 pixel. Nó có máy ảnh trước 2 MP và 8 MP máy ảnh chính. Nó có thể quay video HD.

## Liên kết
- Website chính thức